# Recámara cerrada

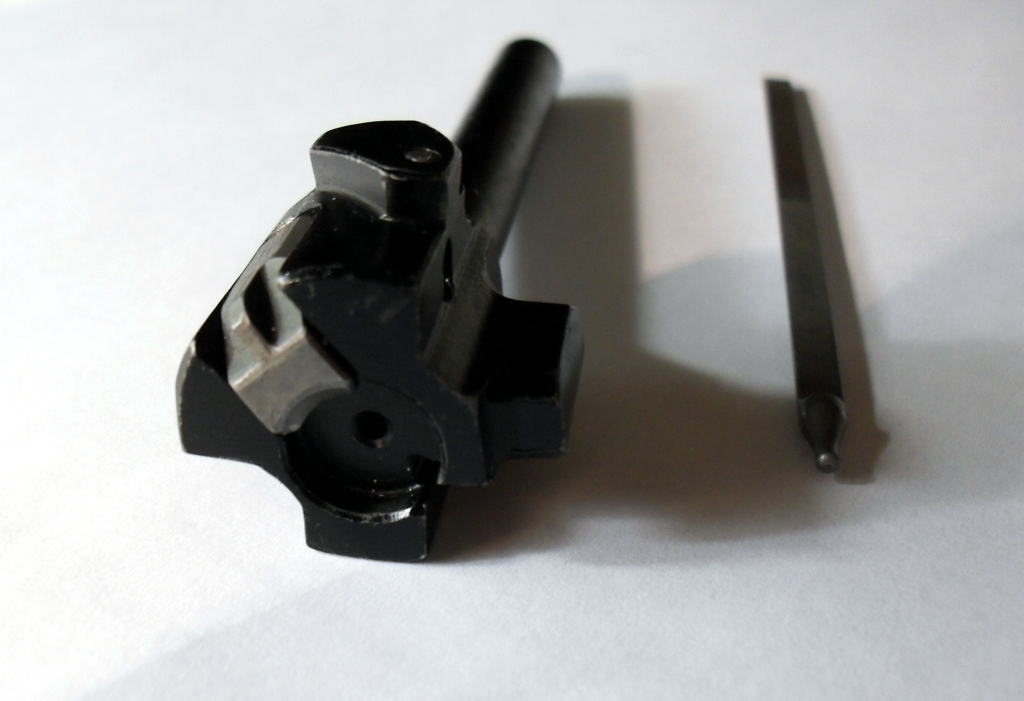
Carabina automática AK74 con cerrojo giratorio y percutor.

En un arma de fuego automática o semiautomática, se dice que dispara por recámara cerrada o cerrojo cerrado, cuando un cartucho se encuentra insertado en la recámara listo para ser disparado, y el cerrojo se encuentra en su posición adelantada, cerrando la recámara y bloqueado. Cuando el tirador presiona el disparador, se produce el disparo, actúan los mecanismos que extraen la vaina servida y alimentan un cartucho nuevo en la recámara, cerrando y trabando el cerrojo, quedando el arma lista para disparar nuevamente.

## Historia
Cuando en la Primera Guerra Mundial se probaron las ametralladoras para su uso en aeronaves, la ametralladora Lewis, que disparaba a recámara abierta, no se podía usar con un sincronizador para disparar a través de la hélice, debido a que su ciclo de disparo comenzaba con el cerrojo en la posición más retrasada. Las ametralladoras estilo Maxim utilizadas tanto por los aliados, como la ametralladora Vickers, y las de las Potencias Centrales, como las ametralladoras ligeras MG 08, MG 08/15 Spandau y Parabellum MG 14, disparaban todas por ciclo de recámara cerrada, siendo mucho más fácil sincronizar el arma para disparar cuando la pala de la hélice no estaba en frente de la ametralladora.

## Ventajas y desventajas

### Ventajas
- Más preciso para el primer disparo y para el fuego semiautomático.
- Durante el disparo no hay movimiento de piezas que perjudiquen la precisión.
- Hay un cartucho en la recámara constantemente.
- La acción queda cerrada la mayor parte del tiempo, evitando el ingreso de residuos y objetos extraños.
- El tiempo entre que se aprieta el disparador y se produce el disparo es potencialmente más corto (también conocido como tiempo muerto).
- Permite reducir aún más el ruido en las armas silenciadas.
- Puede transportar un cartucho a la recámara, aumentando la capacidad de munición más allá del límite del cargador.

### Desventajas
- Más complicado y costoso de fabricar.
- Menor disipación de calor de la recámara (riesgo de autoencendido).

## Uso
Las siguientes armas de fuego son algunas de las que operan a recámara cerrada.
- CZ Scorpion Evo3
- FNAB-43
- Mendoza HM-3
- MG 08
- Parabellum MG 14
- Interdynamic MP-9
- Heckler & Koch MP5
- FAD
- Ametralladora Vickers
- M16
- Steyr AUG
- FN F2000
- Skorpion vz. 61
- AK 47
- FN P90
- OTs-14 Groza
- FAMAE SAF
- Browning M2
- Fusil M14
- FAMAS
- QBZ 95
- TAR 21
- AN 94
- AKS 74U
- Heckler & Koch G36
- SR 25
- Dragunov SVD